# دیورزاموی
دیورزاموی (به مجاری:  Győrzámoly) یک شهرداری در مجارستان است که در ناحیه دیور واقع شده‌است. دیورزاموی ۲۶٫۳۸ کیلومتر مربع مساحت و ۱٬۷۵۵ نفر جمعیت دارد.